# Ленинградская улица (Самара)
Ленингра́дская у́лица расположена в историческом центре города Самары между улицей Максима Горького и железной дорогой в юго-западной части города.
Участок между улицей Куйбышева и улицей Галактионовской — пешеходная зона.

## История

### Названия
- Проломная
- Сенная
- Хлебная
- Москательная
- Панска́я[2]
- Советская
- Петроградская (с 20 апреля 1918 года)
- Ленинградская (с 8 июля 1926 года)

### XX век
- Доходный дом Юриной-Ященко, 1913 г., арх. Засухин Ф.П.[3] Ныне учебный корпус СамГМУ[4].
- гарнизонный универмаг
- поликлиника
- магазин детских товаров «Юность» занял целый квартал между Молодогвардейской и Галактионовской в перестроенном двухэтажном здании Новотроицкого торгового корпуса (построено в 1914 году).
- ювелирный магазин «Жемчуг» на углу улицы Фрунзе
- обувной магазин
- продовольственный магазин «Утёс» на углу улицы Куйбышева
- Центральный почтамт на углу улицы Куйбышева

В 1990 годах на Ленинградской улице образовался стихийный палаточный вещевой рынок.

### XXI век
В 2002 году было принято постановление Администрации города ликвидировать вещевой рынок и восстановить исторический облик старой самарской улицы, а также сделать этот участок пешеходным. Это решение вызвало массовое сопротивление работников рынка, в связи с чем
сроки начала работ несколько раз откладывались. Завершилась реконструкция участка от улицы Куйбышева до улицы Галактионовской только в 2011 году.
В начале 2000 годов было построено несколько современных «элитных» жилых комплексов в самом начале улицы Ленинградской между набережной реки Волги и улицей Степана Разина.

## Здания и сооружения
Некоторые здания здесь сохранили своё назначение с момента своего открытия на рубеже XIX—XX веков, к примеру, почта на пересечении
улиц Ленинградской и Куйбышева, гостиница «Националь», аптека на улице Фрунзе.
В советские времена популярность Ленинградской только возросла. Здесь располагались: центральный куйбышевский универмаг «Юность», торговый дом «Военторг», «Дом обуви» и ювелирный магазин «Жемчуг». На перекрёстке с улицей Куйбышева долгое время работал знаменитый продуктовый магазин «Утёс», просуществовавший вплоть до начала 2000-х годов.
На Ленинградской и в советские времена, и сейчас работало и работает множество развлекательных заведений и мест общепита. Клиентами здешних кафе и магазинов были не только самарцы, но и гости города: туристы и командировочные, которые жили в местных гостиницах «Националь» (ныне «Азимут») и «Жигули» (на улице Куйбышева).
Несмотря на высокую популярность пешеходной зоны улицы Ленинградской, значительная часть домов на ней до сих пор не реконструирована.
- № 22 — собственный дом архитектора П. П. Головкина[уточнить], построенный по его проекту в 1900 г.[6]
- № 24 — Главпочтамт (УФПС Самарской области — Почта России), 443099.
- № 28 — бывший продуктовый магазин «Утёс», бывший магазин «Антик», бывший клуб-кафе «Pizzakit», сегодня в нём кафе-пекарня
- № 34 — бывший дом художника К. П. Головкина. Объект культурного наследия местного значения № 6300235000.[7]
- № 37/91 — бывшая гостиница «Националь», позднее «Азимут», на первом этаже ресторан.
- № 59 — магазин «Дом обуви».
- № 60 — бывший гарнизонный универмаг «Военторг», бывший двухэтажный ресторан «Варенье», сегодня в здании пивной бар и столовая
- № 64 — торговый центр «Опера» (построен в начале XXI века).

## Акции
- С 2015 года на одном из фонтанов улицы действует мемориал памяти Бориса Немцова.[8]
- 5 мая 2018 года на улице прошло массовое шествие против блокировки мессенджера Telegram, организованное сторонниками Алексея Навального.[9]

## Транспорт
Большая часть Ленинградской улицы представляет сейчас собой пешеходную зону, однако общественный транспорт ходит на участке от улицы Галактионовской до улицы Братьев Коростелёвых.
Трамвайпо Галактионовской улице маршруты 1 и 5, по улице Фрунзе маршруты 16, 3 и 20.
Троллейбус16, 6;
АвтобусУ маршрутов 2, 23, 41 конечная в районе сквера Высоцкого по Ленинградской; 3 маршрут на участке от Самарской до Братьев Коростелёвых.
Маршрутные такси48д, 105, 109д, 118, 127, 128, 140, 177 маршруты также на участке от Братьев Коростелёвых до Самарской.

## Почтовые индексы
- 443099
- 443020[10]